# جيتا نوربي
جيتا نوربي (بالدنماركية: Ghita Nørby )‏ (و. 1935  م) هي ممثلة تلفزيونية، وممثلة، وممثلة أفلام دنماركية، ولدت في كوبنهاغن، بدأت مشوارها المهني سنة 1956.

## جوائز
حصلت على جوائز منها:
- جائزة روبرت التشريفية [الإنجليزية]‏ (2013)
- Nordic Language Prize  [لغات أخرى]‏ (2012)
- جائزة بوديل التشريفية [الإنجليزية]‏ (2012)[7]
- جائزة روبرت لأفضل ممثلة في دور مساعد، عن عمل: The Inheritance (2003 film) [الإنجليزية]‏ (2004)
- جائزة الحرفيين الفخرية (2003)[8]
- Knight of the Order of the Dannebrog  [لغات أخرى]‏ (1996)
- جائزة نيلس (1995)[9]
- جائزة روبرت لأفضل ممثلة في دور مساعد، عن عمل: Sofie (film) [الإنجليزية]‏ (1993)
- جائزة روبرت لأفضل ممثلة في دور رئيسي، عن عمل: Freud's Leaving Home [الإنجليزية]‏ (1992)
- Bodil Award for Best Actress in a Leading Role [الإنجليزية]‏، عن عمل: Freud's Leaving Home [الإنجليزية]‏ (1992)[10]
- جائزة روبرت لأفضل ممثلة في دور رئيسي، عن عمل: Waltzing Regitze [الإنجليزية]‏ (1990)
- Bodil Award for Best Actress in a Leading Role [الإنجليزية]‏، عن عمل: Waltzing Regitze [الإنجليزية]‏ (1990)[11]
- Bodil Award for Best Actress in a Supporting Role [الإنجليزية]‏ (1982)[12]
- Bodil Award for Best Actress in a Leading Role [الإنجليزية]‏، عن عمل: Den korte sommer  [لغات أخرى]‏ (1976)[13]
- Tagea Brandt Rejselegat [الإنجليزية]‏ (1974).

## وصلات خارجية
- جيتا نوربي على موقع IMDb (الإنجليزية)
- جيتا نوربي على موقع قاعدة بيانات الأفلام العربية
- جيتا نوربي على موقع ألو سيني (الفرنسية)
- جيتا نوربي على موقع ميوزك برينز (الإنجليزية)
- جيتا نوربي على موقع أول موفي (الإنجليزية)
- جيتا نوربي على موقع قاعدة بيانات الأفلام السويدية (السويدية)
- جيتا نوربي على موقع ديسكوغز (الإنجليزية)
- جيتا نوربي على موقع قاعدة بيانات الفيلم (الإنجليزية)
- جيتا نوربي على موقع كينوبويسك (الروسية)